# Convento de las Descalzas (Sanlúcar de Barrameda)
El Convento de Santa Teresa de Sanlúcar de Barrameda, conocido popularmente como Convento de las Descalzas, era un monasterio femenino de la orden del carmen descalzo,actualmente cerrado debido a la difícil situación de falta de vocaciones que se viene dando desde hace más de 20 años, lo que ha ido provocando el envejecimiento y,finalmente la extinción de la comunidad por falta de recambio generacional. Situado en el municipio español de Sanlúcar de Barrameda, situado en la andaluza provincia de Cádiz. Forma parte del Conjunto histórico-artístico y de la Ciudad-convento de Sanlúcar de Barrameda.

## Historia
Fue construido entre 1669 y 1675 bajo el patrocinio de Diego Riquelme de Quirós. Su retablo mayor fue realizado por Peter Relingh. En el convento se conserva el Manuscrito de Sanlúcar, el único que contiene la obra de San Juan de la Cruz con anotaciones manuscritas del propio santo.

## Repostería

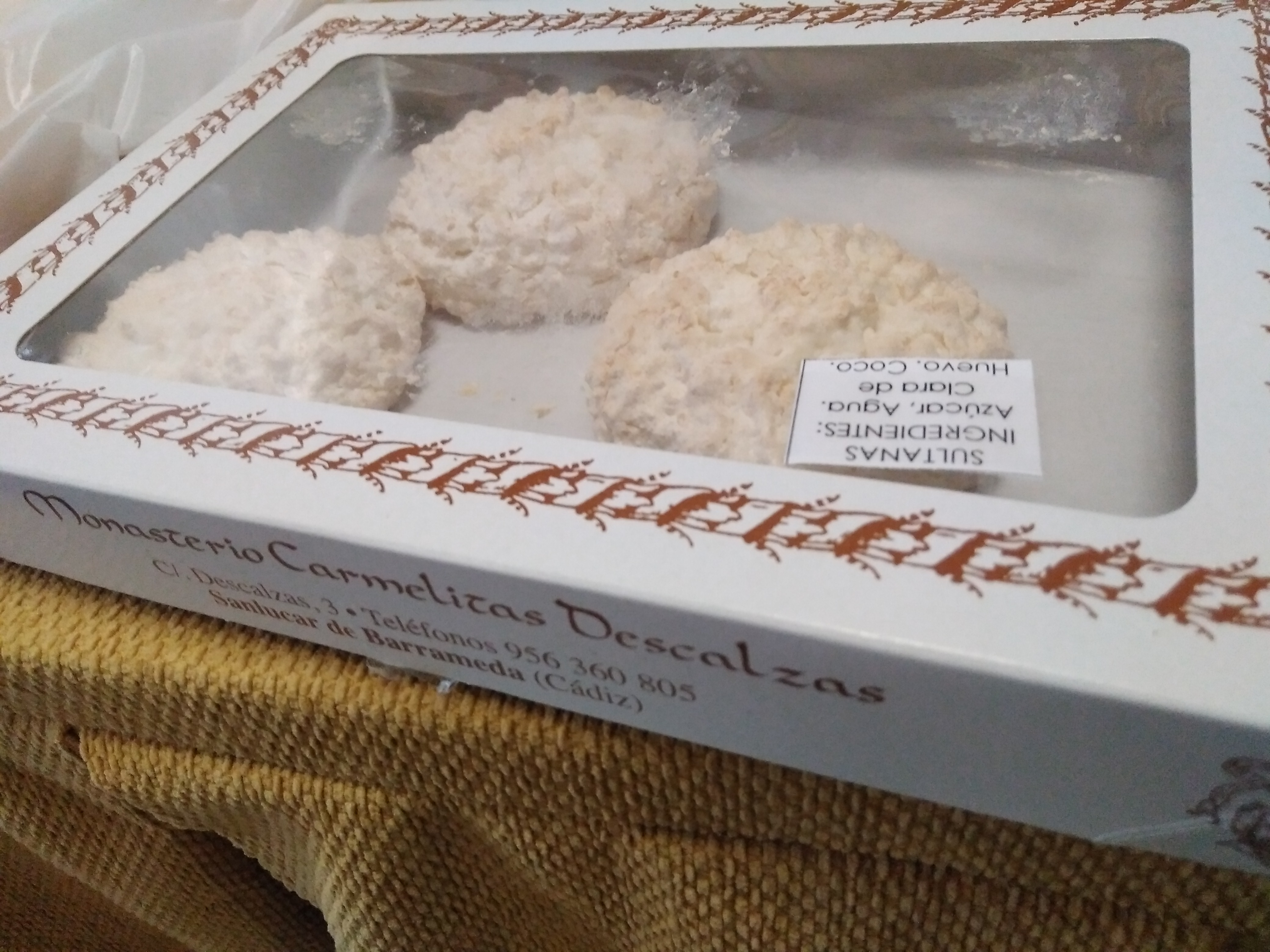
Sultanas de las hermanas

Durante todo el año se fabricaban dulces hasta que la congregación se tuvo que marchar de Sanlúcar .